# Feldschlange

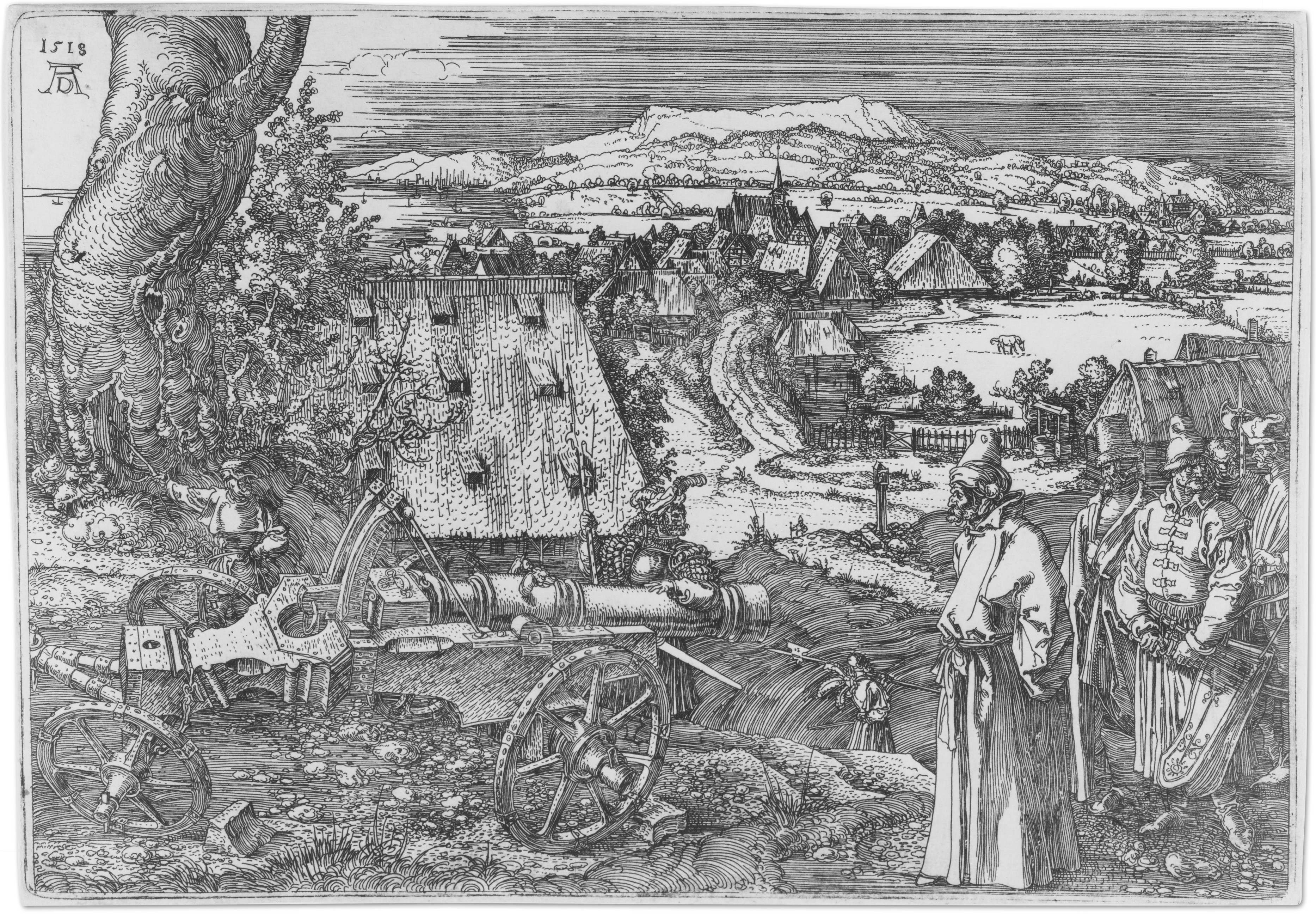
Darstellung einer Feldschlange um 1500, Albrecht Dürer

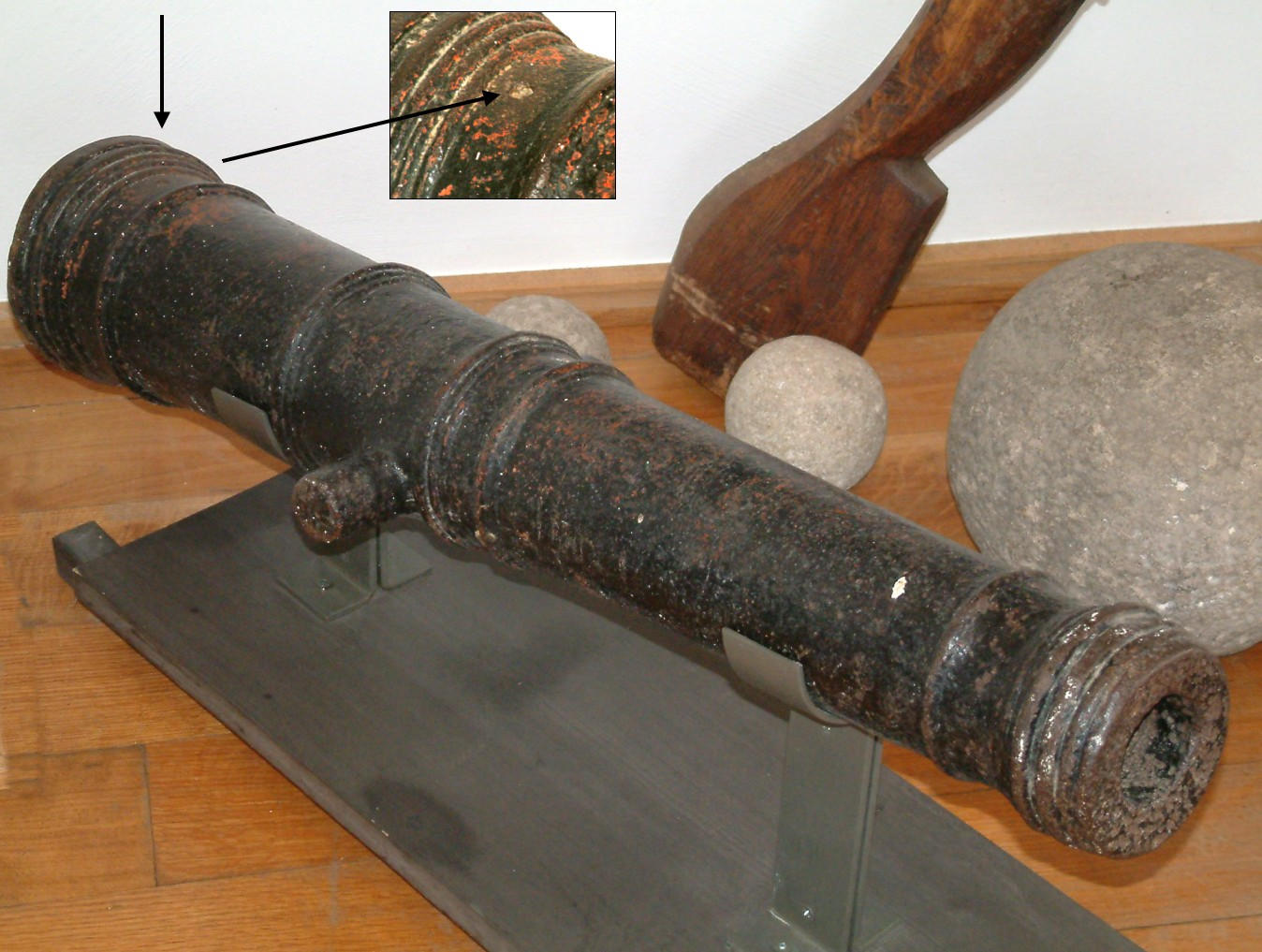
Feldschlange mit 6 cm Kaliber. Kleines Bild: Vergrößerte Ansicht des Zündlochs auf der Oberseite, Museum und Forum Schloss Homburg, Nümbrecht, Inv.-Nr. 837

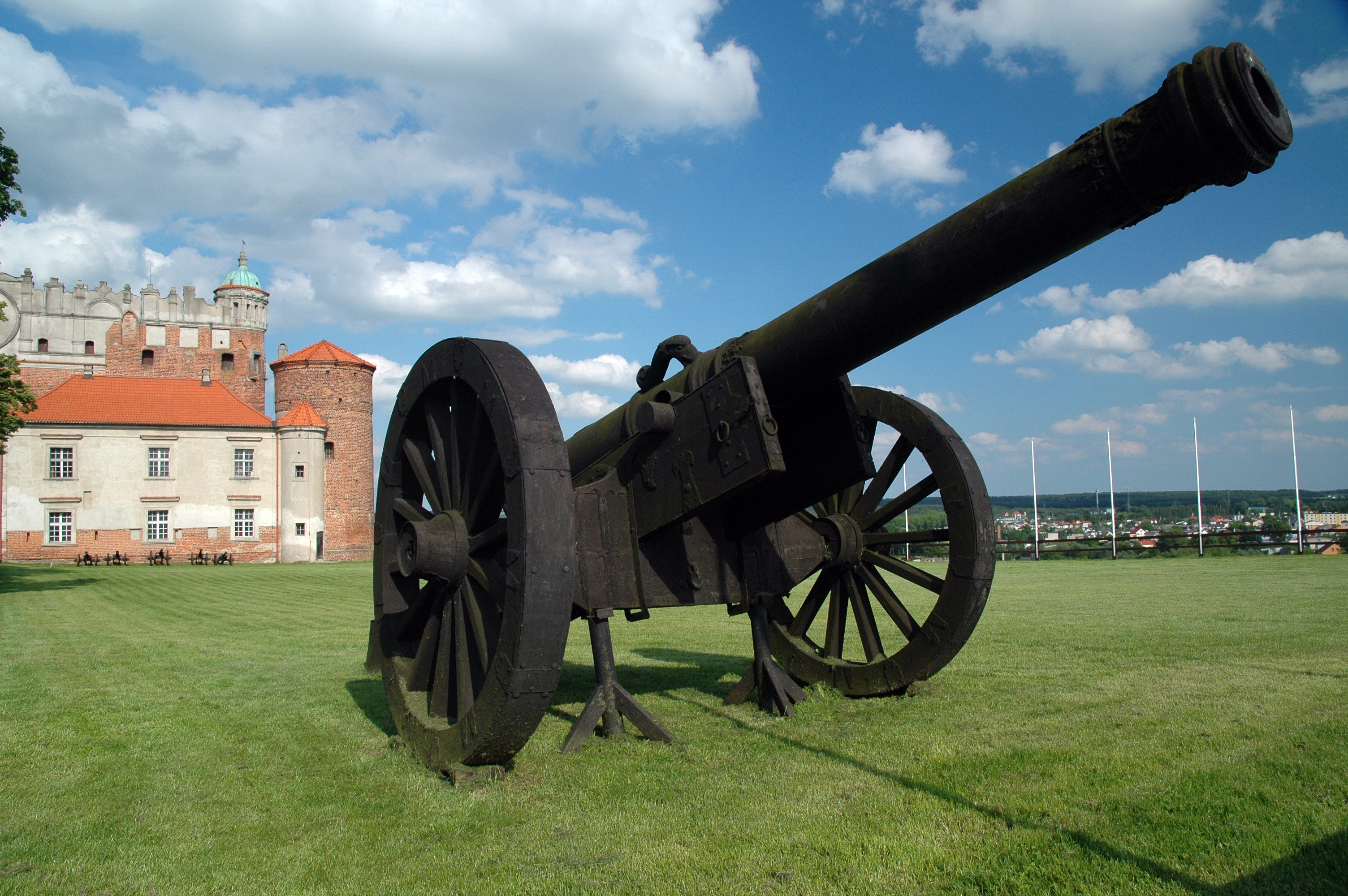
Feldschlange von Golub

Die Feldschlange, auch Kolubrine (von lateinisch colubrinus – „schlangenartig“; französisch Couleuvrine, englisch Culverin, türk. Kolomborna) oder Kalverine, war ein Kanonentyp des späten Mittelalters und der Frühen Neuzeit.

## Begriff
Der Name Feldschlange kommt in Deutschland erstmals um 1440 vor und stammt vermutlich von der anfangs als Schlangen- oder Drachenkopf gestalteten Mündung. Möglich ist aber auch, dass der Begriff auf die Machart der Feldschlange anspielt, deren Rohr häufig mit einem korkenzieherförmigen Eisenband umschmiedet war (vgl. Drahtkanone oder Schrumpfringe bei Kanonen des 21. Jahrhunderts).

## Konstruktion und Verwendung
Feldschlangen hatten im Vergleich zu den Kartaunen genannten Belagerungsgeschützen ein relativ kleines Geschosskaliber, zwischen 13 cm (ganze Feldschlangen) und ca. 5 cm (Falkonetts) bzw. 3,5 cm (Serpentinell). Der Lauf war dagegen mit normalerweise zwischen 30 und 40 Kaliberlängen länger als die Rohre der Kartaunen, die meist nur 17 Kaliber, bei der Viertel-Kartaune auch 24 und bei der Falkaune (sofern als Kartaune eingeteilt, siehe unten) auch 27 Kaliber zählten. Das längere Rohr erhöhte die Treffsicherheit, Reichweite und Durchschlagswirkung der Geschosse, da die Kugeln länger dem Explosionsdruck der Treibladung ausgesetzt waren. Geschütze mit noch größerer Kaliberlänge bezeichnete man auch als Bastard-Feldschlangen (von französisch Batarde).
Die Entwicklung des Kanonengusses im 16. Jahrhundert beruhte auf der Kombination mehrerer Durchbrüche in den beteiligten Handwerken, vor allem den Stückgießern und den Glockengießern.
- der Entwicklung von Schmelzöfen mit höheren Temperaturen,
- der Entdeckung besonders zäher Bronzelegierungen,
- der dadurch möglichen Gewichtsersparnis (der geringere Metallverbrauch pro Stück senkte auch die Kosten),
- den streng gehüteten Geheimnissen, wie sich vom Modell über die Gussform bis zum Guss selbst überhaupt dermaßen lange und präzise Rohre herstellen ließen.

Die verschossenen Eisenkugeln variierten im Gewicht zwischen etwa 20 Pfund bei den größten Geschützen und einem Pfund bei den kleinsten. Feldschlangen waren gewöhnlich auf einer zweirädrigen Lafette montiert, die von einem Pferd gezogen werden konnte.
Die Einteilung der Feldschlangen-Typen unterlag je nach Region oder Autor gewissen Varianten hinsichtlich der Namensgebung und der zugehörigen Kaliber- und Geschossmaße. Die Feldschlangen wurden in der Regel eingeteilt in Ganze Feldschlange (Geschossgewicht: etwa 18 Pfund), Notschlange (16-Pfünder), Halbe Feldschlange (9-Pfünder) und Quartierschlange bzw. Falkaune (7-Pfünder, Michael Mieth teilt die Falkaune im Jahr 1684 jedoch als 6-Pfünder-Kartaune ein!) und Falkon (2-Pfünder).
Dem gezielten Einzelschuss auf feindliche Offiziere oder Geschützbedienungen dienten Falkonett (auch Achtel-Schlange, 1-Pfünder) und Serpentinell (auch Scharfetindlein, Schmirgel oder (Feld-)Schlängelein. Geschossgewicht: 16 Lot bzw. 1/2 Pfund). Giovanni dalle Bande Nere kostete ein Falkonetttreffer zunächst ein Bein, die infizierte Wunde dann sein Leben, ebenso Marschall Guébriant. Götz von Berlichingen verlor seine rechte Hand durch eine Feldschlange.
Dieser Kanonentyp ging später in der Feldkanone auf.
Kuriosum: Die Rohre ausgedienter Feldschlangen wurden gelegentlich an belebten Straßenecken zum Schutz der Hauskanten als Prellstein eingemauert (so beschrieben von Wilhelm Raabe in Die Chronik der Sperlingsgasse).